# Batalion „Stefan”
Batalion „Stefan” – batalion AK z powstania warszawskiego walczący od 5 września do 3 października w Śródmieściu. Dowódcą batalionu był kpt./mjr Stanisław Stefaniak „Stefan”.
Batalion został sformowany 5 września 1944 w ramach Podobwodu Śródmieście Południowe z oddziałów ewakuowanych ze Starego Miasta. W jego skład wchodziły kompanie:
- kompania ppor./por. Michała Panasika „Szczęsny”, sformowana z oddziału kompanii „Miotła” – Batalionu „Czata 49”, który został odcięty od swojego batalionu na Czerniakowie. Po zranieniu „Szczęsnego” od 11 września kompanią dowodził por. Janusz Kokorniak „Janusz Głowacki”.
- kompania ppor. Stefana Kowalskiego „Jaroń”, zastępca ppor. Marian Gorzkowski „Szary”, sformowana z oddziałów Zgrupowania „Leśnik” przede wszystkim z 3 kompanii wolskiej); kompania liczyła dwudziestu kilku żołnierzy. Kwatera kompanii znajdowała się w budynku parafii św. Aleksandra przy ul. Książęcej 21.
- kompania por. Edmunda Osiejewskiego „Osy” (część IV kompanii Batalionu Kiliński ze Starego Miasta). 29 września dołączono do niej pluton KB pchor. Janusza Wiśniewskiego „Sternika”[1] z Batalionu „Sokół”. Według ustaleń Marka Stroka było to 31 żołnierzy z Batalionu „Nałęcz”[2]. Obie wersje mogą być prawdziwe, ponieważ 1 kompania z batalionu „Nałęcz” po przejściu ze Starego Miasta została włączona do Batalionu „Sokół”.

W skład batalionu wchodziła grupa (pluton) Czwartaków AL pod dowództwem por. Edwina Rozłubirskiego „Gustawa”.
Batalion walczył na odcinku północnym (dowódca mjr Narcyz Łopianowski „Sarna”) na linii górnego odcinka ulicy Książęcej i Szpitala św. Łazarza oraz początkowej zabudowy ulicy Nowy Świat. Największe walki toczyły się o rejon szpitala św. Łazarza (kompania por. „Szczęsnego”), który wielokrotnie przechodził z rąk do rąk, stanowiąc strategiczny punkt łączący Śródmieście z Czerniakowem. 13 września oddziały batalionu zostały wyparte z ruin szpitala, a połączenie z Czerniakowem zostało przerwane. 14 września oddziały powstańcze ponownie zaatakowały ruiny, jednak Niemcy wyparli je na nieparzystą stronę ulicy Książęcej. 15 września oddziały batalionu po walce obsadziły kamienice nr 7 i 9 na ulicy Książęcej. Do końca powstania ulica Książęca od nr 7 do jej wylotu na plac Trzech Krzyży pozostała w rękach oddziałów batalionu. Po 20 września 1944 batalion wszedł w skład 72 Pułku Piechoty AK.